# Sarcoglyphis flava
Sarcoglyphis flava är en orkidéart som först beskrevs av Joseph Dalton Hooker, och fick sitt nu gällande namn av Leslie Andrew Garay. Sarcoglyphis flava ingår i släktet Sarcoglyphis och familjen orkidéer.
Artens utbredningsområde är Burma. Inga underarter finns listade i Catalogue of Life.